# 21.ª etapa da Volta a Espanha de 2019
A 21.ª etapa da Volta a Espanha de 2019 teve lugar a 15 de setembro de 2019 entre Fuenlabrada e Madri sobre um percurso de 106,6 km e foi vencida ao sprint pelo neerlandês Fabio Jakobsen da Deceuninck-Quick Step. O esloveno Primož Roglič manteve o maillot vermelho proclamando-se assim vencedor da edição.

## Classificação da etapa
| \| Classificação por etapas \| Classificação por etapas \| Classificação por etapas \| Classificação por etapas \| Classificação por etapas \| \| Ciclista \| Ciclista \| Equipe \| Tempo \| \| \| ------------------------ \| ------------------------ \| ------------------------ \| ------------------------ \| ------------------------ \| \| 1. \| Fabio Jakobsen \| Deceuninck-Quick Step \| 2h48m20s \| \| \| 2. \| Sam Bennett \| Bora-Hansgrohe \| + 0s \| \| \| 3. \| Szymon Sajnok \| CCC Team \| + 0s \| \| \| 4. \| Jon Aberasturi \| Caja Rural-Seguros RGA \| + 0s \| \| \| 5. \| Edvald Boasson Hagen \| Dimension Data \| + 0s \| \| \| 6. \| Edward Theuns \| Trek-Segafredo \| + 0s \| \| \| 7. \| Tosh Van der Sande \| Lotto-Soudal \| + 0s \| \| \| 8. \| Clément Venturini \| AG2R La Mondiale \| + 0s \| \| \| 9. \| Marc Sarreau \| Groupama-FDJ \| + 0s \| \| \| 10. \| Dion Smith \| Mitchelton-Scott \| + 0s \| \| |                      |                        |          |
| |                      |                        |          |
| Fonte: ProCyclingStats |                      |                        |          |
| Classificação por etapas |                      |                        |          |
| Ciclista | Ciclista             | Equipe                 | Tempo    |
| 1. | Fabio Jakobsen       | Deceuninck-Quick Step  | 2h48m20s |
| 2. | Sam Bennett          | Bora-Hansgrohe         | + 0s     |
| 3. | Szymon Sajnok        | CCC Team               | + 0s     |
| 4. | Jon Aberasturi       | Caja Rural-Seguros RGA | + 0s     |
| 5. | Edvald Boasson Hagen | Dimension Data         | + 0s     |
| 6. | Edward Theuns        | Trek-Segafredo         | + 0s     |
| 7. | Tosh Van der Sande   | Lotto-Soudal           | + 0s     |
| 8. | Clément Venturini    | AG2R La Mondiale       | + 0s     |
| 9. | Marc Sarreau         | Groupama-FDJ           | + 0s     |
| 10. | Dion Smith           | Mitchelton-Scott       | + 0s     |

## Classificações ao final da etapa

### Classificação geral
| \| Classificação geral \| Classificação geral \| Classificação geral \| Classificação geral \| Classificação geral \| \| Ciclista \| Ciclista \| Equipe \| Tempo \| \| \| ------------------- \| ------------------- \| ------------------- \| ------------------- \| ------------------- \| \| 1. \| Primož Roglič \| Team Jumbo-Visma \| 83h07m31s \| \| \| 2. \| Alejandro Valverde \| Movistar Team \| + 2m16s \| \| \| 3. \| Tadej Pogačar \| UAE Team Emirates \| + 2m38s \| \| \| 4. \| Nairo Quintana \| Movistar Team \| + 3m29s \| \| \| 5. \| Miguel Ángel López \| Astana \| + 4m31s \| \| \| 6. \| Rafał Majka \| Bora-Hansgrohe \| + 7m16s \| \| \| 7. \| Wilco Kelderman \| Team Sunweb \| + 9m47s \| \| \| 8. \| Carl Fredrik Hagen \| Lotto-Soudal \| + 12m54s \| \| \| 9. \| Marc Soler \| Movistar Team \| + 22m10s \| \| \| 10. \| Mikel Nieve \| Mitchelton-Scott \| + 22m17s \| \| |                    |                   |           |
| |                    |                   |           |
| Fonte: ProCyclingStats |                    |                   |           |
| Classificação geral |                    |                   |           |
| Ciclista | Ciclista           | Equipe            | Tempo     |
| 1. | Primož Roglič      | Team Jumbo-Visma  | 83h07m31s |
| 2. | Alejandro Valverde | Movistar Team     | + 2m16s   |
| 3. | Tadej Pogačar      | UAE Team Emirates | + 2m38s   |
| 4. | Nairo Quintana     | Movistar Team     | + 3m29s   |
| 5. | Miguel Ángel López | Astana            | + 4m31s   |
| 6. | Rafał Majka        | Bora-Hansgrohe    | + 7m16s   |
| 7. | Wilco Kelderman    | Team Sunweb       | + 9m47s   |
| 8. | Carl Fredrik Hagen | Lotto-Soudal      | + 12m54s  |
| 9. | Marc Soler         | Movistar Team     | + 22m10s  |
| 10. | Mikel Nieve        | Mitchelton-Scott  | + 22m17s  |

### Classificação por pontos
| Classificação por pontos | Classificação por pontos | Classificação por pontos | Classificação por pontos | Classificação por pontos |
| Ciclista                 | Ciclista                 | Equipe                   | Pontos                   |                          |
| ------------------------ | ------------------------ | ------------------------ | ------------------------ | ------------------------ |
| 1.                       | Primož Roglič            | Team Jumbo-Visma         | 155 pts                  |                          |
| 2.                       | Tadej Pogačar            | UAE Team Emirates        | 136 pts                  |                          |
| 3.                       | Sam Bennett              | Bora-Hansgrohe           | 134 pts                  |                          |
| 4.                       | Alejandro Valverde       | Movistar Team            | 132 pts                  |                          |
| 5.                       | Nairo Quintana           | Movistar Team            | 100 pts                  |                          |
| 6.                       | Miguel Ángel López       | Astana                   | 76 pts                   |                          |
| 7.                       | Philippe Gilbert         | Deceuninck-Quick Step    | 73 pts                   |                          |
| 8.                       | Dylan Teuns              | Bahrain-Merida           | 69 pts                   |                          |
| 9.                       | Tosh Van der Sande       | Lotto-Soudal             | 63 pts                   |                          |
| 10.                      | Sergio Higuita           | EF Education First       | 62 pts                   |                          |

### Classificação da montanha
| Classificação da montanha | Classificação da montanha | Classificação da montanha     | Classificação da montanha | Classificação da montanha |
| Ciclista                  | Ciclista                  | Equipe                        | Pontos                    |                           |
| ------------------------- | ------------------------- | ----------------------------- | ------------------------- | ------------------------- |
| 1.                        | Geoffrey Bouchard         | AG2R La Mondiale              | 76 pts                    |                           |
| 2.                        | Ángel Madrazo             | Burgos-BH                     | 44 pts                    |                           |
| 3.                        | Sergio Samitier           | Euskadi Basque Country-Murias | 42 pts                    |                           |
| 4.                        | Tadej Pogačar             | UAE Team Emirates             | 38 pts                    |                           |
| 5.                        | Tao Geoghegan Hart        | Team Ineos                    | 35 pts                    |                           |
| 6.                        | Wout Poels                | Team Ineos                    | 31 pts                    |                           |
| 7.                        | Alejandro Valverde        | Movistar Team                 | 29 pts                    |                           |
| 8.                        | Sergio Henao              | UAE Team Emirates             | 27 pts                    |                           |
| 9.                        | Jakob Fuglsang            | Astana                        | 24 pts                    |                           |
| 10.                       | Mikel Bizkarra            | Euskadi Basque Country-Murias | 22 pts                    |                           |

### Classificação dos jovens
| Classificação dos jovens | Classificação dos jovens     | Classificação dos jovens      | Classificação dos jovens | Classificação dos jovens |
| Ciclista                 | Ciclista                     | Equipe                        | Tempo                    |                          |
| ------------------------ | ---------------------------- | ----------------------------- | ------------------------ | ------------------------ |
| 1.                       | Tadej Pogačar                | UAE Team Emirates             | 83h10m09s                |                          |
| 2.                       | Miguel Ángel López           | Astana                        | + 1m53s                  |                          |
| 3.                       | James Knox                   | Deceuninck-Quick Step         | + 20m14s                 |                          |
| 4.                       | Sergio Higuita               | EF Education First            | + 29m39s                 |                          |
| 5.                       | Ruben Guerreiro              | Katusha-Alpecin               | + 39m27s                 |                          |
| 6.                       | Tao Geoghegan Hart           | Team Ineos                    | + 1h01m26s               |                          |
| 7.                       | Kilian Frankiny              | Groupama-FDJ                  | + 1h09m04s               |                          |
| 8.                       | Óscar Rodríguez Garaicoechea | Euskadi Basque Country-Murias | + 1h10m36s               |                          |
| 9.                       | Ben O'Connor                 | Dimension Data                | + 1h23m15s               |                          |
| 10.                      | Sepp Kuss                    | Team Jumbo-Visma              | + 1h32m55s               |                          |

### Classificação por equipas
| Classificação por equipes | Classificação por equipes     | Classificação por equipes | Classificação por equipes |
| Equipe                    | Equipe                        | Tempo                     |                           |
| ------------------------- | ----------------------------- | ------------------------- | ------------------------- |
| 1.                        | Movistar Team                 | 248h26m24s                |                           |
| 2.                        | Astana                        | + 51m38s                  |                           |
| 3.                        | Team Jumbo-Visma              | + 2h04m33s                |                           |
| 4.                        | Mitchelton-Scott              | + 2h26m47s                |                           |
| 5.                        | AG2R La Mondiale              | + 3h14m43s                |                           |
| 6.                        | Team Sunweb                   | + 3h20m18s                |                           |
| 7.                        | Euskadi Basque Country-Murias | + 3h39m09s                |                           |
| 8.                        | Bahrain-Merida                | + 3h45m14s                |                           |
| 9.                        | Dimension Data                | + 3h56m09s                |                           |
| 10.                       | Ineos                         | + 4h01m02s                |                           |

## Abandonos
Nenhum.